# Aversion pour l'incertitude
 (avril 2021).
La mise en forme du texte ne suit pas les recommandations de Wikipédia : il faut le « wikifier ».
Les points d'amélioration suivants sont les cas les plus fréquents. Le détail des points à revoir est peut-être précisé sur la page de discussion.
- Les titres sont pré-formatés par le logiciel. Ils ne sont ni en capitales, ni en gras.
- Le texte ne doit pas être écrit en capitales (les noms de famille non plus), ni en gras, ni en italique, ni en « petit »…
- Le gras n'est utilisé que pour surligner le titre de l'article dans l'introduction, une seule fois.
- L'italique est rarement utilisé : mots en langue étrangère, titres d'œuvres, noms de bateaux, etc.
- Les citations ne sont pas en italique mais en corps de texte normal. Elles sont entourées par des guillemets français : « et ».
- Les listes à puces sont à éviter, des paragraphes rédigés étant largement préférés. Les tableaux sont à réserver à la présentation de données structurées (résultats, etc.).
- Les appels de note de bas de page (petits chiffres en exposant, introduits par l'outil «  Source ») sont à placer entre la fin de phrase et le point final[comme ça].
- Les liens internes (vers d'autres articles de Wikipédia) sont à choisir avec parcimonie. Créez des liens vers des articles approfondissant le sujet. Les termes génériques sans rapport avec le sujet sont à éviter, ainsi que les répétitions de liens vers un même terme.
- Les liens externes sont à placer uniquement dans une section « Liens externes », à la fin de l'article. Ces liens sont à choisir avec parcimonie suivant les règles définies. Si un lien sert de source à l'article, son insertion dans le texte est à faire par les notes de bas de page.
- La présentation des références doit suivre les conventions bibliographiques. Il est recommandé d'utiliser les modèles {{Ouvrage}}, {{Chapitre}}, {{Article}}, {{Lien web}} et/ou {{Bibliographie}}. Le mode d'édition visuel peut mettre en forme automatiquement les références.
- Insérer une infobox (cadre d'informations à droite) n'est pas obligatoire pour parachever la mise en page.

Pour une aide détaillée, merci de consulter Aide:Wikification.
Si vous pensez que ces points ont été résolus, vous pouvez retirer ce bandeau et améliorer la mise en forme d'un autre article.
L’aversion pour l’incertitude est l'impossibilité dans laquelle est une personne de connaître ou de prévoir un fait, un événement qui la concerne et le sentiment de précarité qui en résulte.

## Typologie de l’incertitude
ll existe deux types d’incertitudes :
L’incertitude épistémique est un manque d’informations. Elle se subdivise en deux sous-catégories : l’incertitude du modèle (rapport d’exactitude entre le modèle et sa représentation) et l’incertitude sur les paramètres (ce sont toutes les connaissances et les faits qui ne sont pas connus ou mal compris pour comprendre la notion, l’objet mis en question).

### L’incertitude de décision
L’incertitude de décision (qui concerne une ambiguïté, un choix à faire, une comparaison entre deux objets). Ce type d’incertitude se divise en deux sous-catégories : celle relative aux objectifs visés lors de la prise de décision et celle relatives aux valeurs et préférences personnelles de l’individu placé devant un choix. Ce principe d’incertitude en psychologie provient de la théorie de l’utilité espérée, élaborée par John Von Neumann et Oskar Morgenstern en 1944. Face à un choix qui se présente à nous, nous prenons en compte tous les possibles qui s’offrent à nous. Ces possibilités d’actions sont jugées à l’aune de leur effet potentiel sur notre bien-être. Nous choisissons donc ce qui aura le plus de chance de conforter notre bien-être, d’où certaines fois la peur de faire un choix qui annihilerait ce sentiment.

### L’incertitude en psychologie (la théorie de l’utilité)
En psychologie, l'aversion pour l'incertitude est une forme d'aversion pour le risque se traduisant par la crainte, assez répandue, qu'en cas d'incertitude (situation pourtant générale dans la vie de tous les jours, comme dans tout système dynamique) il y ait plus à perdre qu'à gagner, et donc plus de risque à agir qu'à ne rien faire.

## Le concept d’aversion

### Définition dans le langage courant
Selon Le Larousse, l’aversion est une “vive répugnance, dégoût éprouvés par quelqu’un à l’égard de certains animaux, de quelque chose, horreur”.

### L’aversion en psychologie
On voit bien qu’il s’agit d’un sentiment très fort, d’une réaction presque physique envers un objet. C’est une réaction donc non consciente dans un premier temps, puisqu’il s’agit d’une réaction épidermique. Cette aversion peut produire des comportements comme la fuite, l’évitement, le rejet.
Ce stimulus a longtemps été utilisé dans le cadre de thérapies psycho cognitives, dans le but de créer le rejet de certaines peurs (insectes, vide) ou pour pallier des comportements dangereux (alcoolisme, jeux, etc.).

## Causes, enjeux et stratégies face à l’incertitude

### Les processus déclencheurs de l’incertitude
il a été analysé que certains processus peuvent être déclencheurs d’incertitude:
- L'une des sources d'incertitude est la contradiction entre les attentes et les signaux que la réalité nous renvoie. Supposons qu'une personne passe un entretien d'embauche et qu'il se soit bien déroulé, la personne pense pouvoir être retenue pour ce poste. Cependant, au fil des jours passés sans recevoir d'appel, le sentiment que la personne n'obtiendra pas le poste se renforce. Par rapport à la confiance ressentie à l'issue de l'entretien, ce signal peu encourageant augmente le sentiment d'incertitude.
- Une autre source d'incertitude est le conflit entre les comportements et les valeurs. Lorsque nous faisons des choses avec lesquelles nous sommes en désaccord, l'incertitude augmente. Pour en revenir à l'exemple de l'entretien, si l'emploi proposé ne correspond pas à nos convictions, notre incertitude augmente. Un exemple de ce genre est bien reflété au cinéma lorsqu'un avocat défendant l'environnement commence à travailler pour une entreprise qui détruit la nature. En plus de la dissonance cognitive, ces comportements peuvent également conduire à un état d'anxiété d'incertitude.
- L'injustice sociale est également devenue un facteur qui produit un certain degré d'incertitude. Les injustices que nous rencontrons chaque jour et les injustices subies par les autres peuvent nous rendre incertains si nous ne pouvons pas résoudre ces problèmes. Le manque de contrôle sur ces injustices nous fait douter de notre capacité à prédire l'avenir. Face à cette situation, il y a une certaine attirance pour les idéologies et les groupes extrêmes qui espèrent éliminer ces injustices.

### Définition de la notion de «biais cognitif»
On constate dans la pratique qu'en ce qui concerne les enjeux importants un individu est disposé à engager des ressources conscientes pour réduire son incertitude (par exemple : achat de portes blindées, souscription de contrats d'assurance) ou inconscientes en utilisant des biais cognitifs.
Le concept de biais cognitifs a été introduit par Kahneman et Tversky au début des années 1970 afin d’expliquer certaines tendances vers des décisions irrationnelles dans le domaine économique.
Les biais cognitifs se définissent comme étant un réflexe de pensée faussement logique, inconscient, et systématique 
« Les biais cognitifs sont des dévoiements du raisonnement rationnel constituant la contrepartie négative des modes de résolutions des situations complexes (Kahneman et Tversky, 1979). Ils peuvent contribuer à faire dévier le décideur de son intention mais, facteur aggravant, ils masquent cette déviation. En effet, ceux-ci l’amènent à ne pas s’apercevoir de la vraie ampleur du risque. Ils ne permettent au décideur ni une recherche complète d’information ni une interprétation parfaite des faits. » (Belanes et Hachana, 2010)

### Les enjeux à l’incertitude: les biais cognitifs un outil d’aide à la décision
En présence d’incertitude l’individu va alors adopter différentes stratégies et utiliser différents biais cognitifs, il va ainsi:
Tenter de réduire au maximum la zone d’incertitude : avoir une meilleure connaissance de la situation par exemple.
Tenter de réduire l’état de dissonance dans laquelle il se trouve : Par exemple : Je crains des risques à être en voiture, je vais multiplier les contrats d’assurance.
Réaliser différents arbitrages notamment sur la sécurité et les risques : La sécurité est l’absence de risques inacceptables. Le risque est l’effet de l’incertitude sur l’atteinte des objectifs.
Plusieurs biais vont être utilisés pour aider à la décision et réduire l’incertitude, tels que:

#### Le biais de cadrage
Selon comment l’individu va se présenter la situation, la prise de décision en sera facilitée. Un cadrage positif sera toujours préféré au cadrage négatif même si les 2 situations sont identiques.

#### L’illusion de confiance
En lien avec la surestimation de ces capacités. L'illusion de confiance permet une diminution de l’incertitude et favorise la prise de décision.

#### Biais de confirmation
Ce biais explique que nous interprétons les informations de manière à corroborer nos opinions/hypothèses. Ce biais peut ainsi réduire l’incertitude en nous confortant dans notre position qui peut être erronée du fait du biais de confirmation

#### Biais du survivant
C’est la tendance à nous focaliser sur les succès et à essayer d’en tirer des conclusions, en oubliant les échecs qui ont employé la même stratégie.

#### Biais d’aversion à la perte
Lorsque nous avançons dans le processus décisionnel, il y a un point de non-retour qui amène également à réduire l’incertitude. Par exemple : nous sommes arrivés si loin qu’on ne peut plus reculer.
En ce qui concerne les enjeux plus modestes, au contraire, il se montre prêt à en dépenser pour augmenter cette même incertitude : si un changement de vie, même de probabilité très faible, peut en être espéré (ex: loterie et jeu de hasard)
ou tout simplement pour échapper à l'ennui (ex; jeu de cartes, réussites, patiences...)

## Les conséquences de l’aversion pour l’incertitude: la résistance au changement

### Les niveaux d’approches du changement
Au cours de sa vie, l'individu alterne des phases de croissance et d’assimilation (en boucle) pour assurer son développement et sa continuité. Il possède pour se faire d’une capacité fonctionnelle qui lui permet d'ajuster son fonctionnement à ses finalités essentielles. Le maintien d’un équilibre optimal est auto-régulé (homéostasie) assurant ainsi la permanence du système.
Cette autorégulation concerne non seulement sa structure intérieure mais aussi l’ensemble des échanges avec l’extérieur.
Il est à noter que le concept du changement implique plusieurs niveaux d’approche possibles : 
- le niveau phénoménologique : l’apparition d’un évènement distinct et repérable dans le contexte d’observation modifie une réalité établie. L’évènement marque un avant et un après.
- Le niveau accidentel présente un caractère inattendu et vient rompre un état d’équilibre.
- Le  niveau volontaire et intentionnel : le changement est recherché et voulu. Les personnes concernées se sont figurés une représentation du nouvel état et mettent en œuvre des moyens pour le réaliser.
- La signification attribuée qui est rattachée à la subjectivité du point de vue de l’observateur. La signification est relative au référentiel utilisé pour analyser le changement.
- Le niveau philosophique qui interroge sur la validité même du changement en conjuguant la raison, la connaissance et la logique.

Face à certaines situations de crise fréquemment rencontrées au cours de son existence, l’individu utilise sa capacité innée à créer des solutions inédites pour s'adapter et préserver son identité. Cependant, au-delà d’un certain seuil où l’écart entre l’état initial et l’état suivant est trop important, ces alternatives adaptatives ne sont plus suffisantes. L’accommodation sera bloquée.

### Instabilité de l’emploi facteur de la résistance au changement de l’individu
L' instabilité des postes de travail, les emplois intermittents, atypiques nous mettent dans des schémas d' instabilité.
Les individus construisent un lien étroit entre leur expérience professionnelle et la définition même de leur identité personnelle et sociale. Ce qui amène l incertitude dans le milieu professionnel : la flexibilité du travail, la  restructuration des entreprises, la réduction du personnel.
Mettant  les individus dans une « job insecurity » qui peut amener une perte de motivation et aussi une baisse de la productivité 
Ce qui induit une résistance au changement 

## Prise de décision et incertitude

### Lien entre incertitude et décision
Le risque fait référence à une situation en présence de probabilités objectives, l’incertitude renvoie à des probabilités subjectives. Le risque est mesurable, l’incertitude c’est l’inconnu.

### Théorie de la décision
La théorie de la décision est une théorie de mathématiques ayant pour objet la prise de décision par une entité unique. En cela, elle s’oppose à la théorie du choix social qui concerne des questions liées à la décision collective. La théorie de la décision dans l’incertain concerne les situations de choix où l’issue et les conséquences ne sont pas connues avec certitude. Raisonnement dans l’incertitude :  
Il existe plusieurs formes d’incertitudes par exemple : le risque, l’incertitude totale, le risque imprécis.
Cet ensemble de décisions face à ces formes d’incertitude est appelé une stratégie. Le décideur cherche alors à déterminer la stratégie optimisant ses préférences.

### La prise de décision
La prise de décision est un processus cognitif complexe qui s’oppose aux réactions instinctives immédiates. Elle résulte d’un raisonnement et d’un choix. Il s’agit de sélectionner une alternative plutôt qu’une autre parmi plusieurs options.
Contrairement à la théorie de la décision qui n’impliquait qu’un seul décideur, la prise de décision au sens large peut concerner une seule personne, un groupe, un organisme etc.
C’est une méthode de raisonnement qui s’appuie sur des arguments (rationnels ou irrationnels) et qui conduit à une décision, une non-décision ou un report.
L’intuition peut aussi dans des cas d’urgence être un facteur de prise de décision.

## En économie

### Distinction entre «risque» et «incertitude»
En économie, Frank Knight dans son livre Risk, Uncertainty and Profit (1921) distingue le risque de l'incertitude, tous deux étant des approches de l'aléa, en ce que le risque est quantifiable (par les probabilités, mesurées ou estimées) tandis que l'incertitude ne l'est pas. Dans cette optique, l'aversion pour l'incertitude n'est pas une aversion pour le risque, puisque l'incertitude n'est pas une catégorie de risque. Les travaux sur la question mettent en évidence qu'il est tout à fait possible d'être avers à l'incertitude, mais pas au risque, ou inversement.

### Vision managériale de l’aversion pour la certitude: la théorie du besoin (Mcclelland) et processus motivationnel
L’aversion pour la certitude a donné suite à de nombreuses théories notamment en économie et management. Mcclelland (1917-1998) a pu développer la théorie du besoin en 1961 dans laquelle l’auteur propose sa propre typologie pour distinguer les besoins qui peuvent être à l’origine d’un processus motivationnel:
«D’un point de vue social, l'homme est habité par trois sortes de besoin: 
- le besoin d'appartenance traduit l'envie de relations interpersonnelles étroites et amicales ; le besoin de pouvoir (…) correspond au fait d'avoir de l'influence sur les opinions et les comportements d'autrui;  le besoin d'accomplissement caractérise une poussée vers l'excellence, une volonté de réussir et de réaliser les objectifs qu'on s'est donnés.» (Louart, 2002) 
Pour Mc Clelland, la motivation est ainsi proportionnelle à sa volonté soit d’accomplir une tâche soit de se distinguer des autres. La théorie des besoins peut ainsi expliquer pourquoi certains individus vont s’en tenir à prendre des décisions dont l’incertitude est minimale, cela afin de répondre à leur besoin d’accomplissement. En choisissant des tâches dont ils sont sûrs d’accomplir et dont la difficulté semble surpassable, ils ont la sensation d’accomplissement.
Par la théorie des besoins, on comprend ainsi les motivations des personnes à réduire l’incertitude dans certaines situations.

## Neurosciences
En neurosciences, le comportement social a montré que la prise de décision était largement influencée par les émotions. L’émotion joue aussi un rôle dans ce qu’on peut appeler la « prise de décision intuitive ».
Plusieurs études ont identifié des zones du cerveau qui sont activées lors de la prise de décision en situation risquée : 
Le striatum, activé lorsque l’on anticipe un gain futur, le cortex orbitofrontal, activé dans des activités impliquant l’incertitude, et le amygdala, impliqué dans la reconnaissance des visages et qui pourrait être un module de vigilance.